# Kleinbartloff
Kleinbartloff est une commune allemande située dans l'arrondissement d'Eichsfeld en Thuringe.

## Géographie

Situation de Kleinbartloff dans l'arrondissement

La commune fait partie de la Communauté d'administration d'Eichsfeld-Kessel.

## Démographie
| 1910 | 1933 | 1939 | 1995 | 2000 | 2005 | 2010 |
| ---- | ---- | ---- | ---- | ---- | ---- | ---- |
| 364  | 516  | 516  | 486  | 502  | 476  | 431  |